# Tulinski
Tulinski (en rus: Тулинский) és un poble (un possiólok) de l'óblast de Novossibirsk, a Rússia, que en el cens del 2010 tenia 2.277 habitants, pertany al districte de Novossibirsk.